# Koporsóhajó

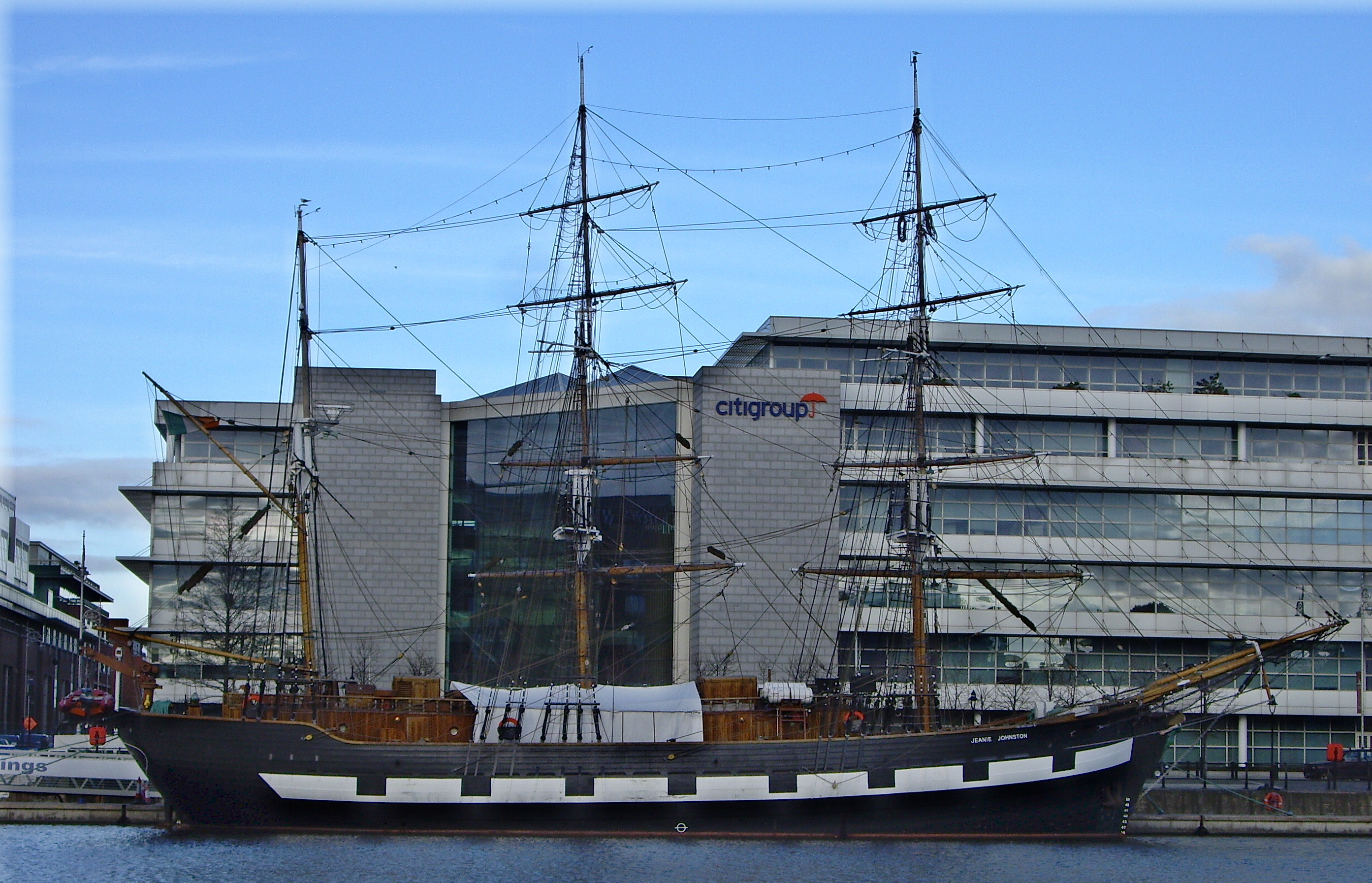
Jeanie Johnston, a "jó hajó". A nagy éhínség idején közlekedett, abban az időben, amikor gyakoriak voltak a koporsóhajók. Egyetlen ember sem halt meg a "jó hajó" fedélzetén

A koporsóhajó (angolul: coffin ship) általában olyan hajó elnevezése, amely annyira túl van biztosítva, hogy tulajdonosainak jobban megéri elsüllyeszteni, mint épségben használni. A koporsóhajók a hatékony hajózási biztonsági szabályok megjelenése előtt igen veszélyes munkahelynek számítottak, de az 1870-es években – főként a Samuel Plimsoll brit parlamenti képviselő által kivívott reformoknak köszönhetően – gyakorlatilag eltűntek.
A kifejezést azokra a hajókra is használták, amelyek az írországi nagy éhínség és a skót felvidéken zajló bekerítés elől menekülő kivándorlókat szállították. A zsúfolt, fertőzéseknek kitett, étellel és ivóvízzel alig ellátott hajókon sokan meghaltak az óceánt átszelő út során. A koporsóhajók tulajdonosai igyekeztek a törvény által megengedett lehető legkevesebb élelmet, ivóvizet és helyet biztosítani – ha egyáltalán foglalkoztak a törvények betartásával.
Habár a koporsóhajó volt a legolcsóbb módja az óceán átszelésének, nem volt ritka a 30%-os halálozási arány. Beszámolók szerint annyi hullát dobtak a tengerbe, hogy a hajókat cápák követték.

## Jogi szabályozás
Az emigráns utasokat védő első brit jogszabályokat 1802-ben alkották, melyet további előrelépések követtek az évtizedek során. Egy 1828-ban felülvizsgált törvény volt az első, amely tükrözte a brit kormány törődését a kivándorlók ügyével. Néhány éven belül meghozták a maximálisan szállítható utasok számáról, valamint a szükséges élelemről és vízről rendelkező szabályokat. A rendelkezéseket persze nem lehetett mindig betartatni, az erkölcstelen tulajdonosok és hajóparancsnokok pedig megtalálták a törvények megkerülésének módját. Ráadásul a szabályok nem vonatkoztak a nem-brit kikötőkből induló hajókra, így kivándorlók ezrei tapasztalhatták meg a nyomorúságos és veszélyes utazást. 1867-re a szabályok hatékonyabbá váltak, így az emberek ha nem is kényelmes, de legalább biztonságos utazásra számíthattak.

## Emlékmű
A Croagh Patrick hegy lábánál (Murrisk, Mayo megye) található Nemzeti Éhínségemlékmű (National Famine Monument) egy koporsóhajót ábrázol, melynek kötélzetét csontok alkotják. Ez Írország legnagyobb bronzszobra, John Behan alkotása. Az emlékművet 1997-ben, az éhínség 150. évfordulóján leplezte le Mary Robinson, Írország akkori elnöke.

## Kulturális vonatkozások

### Zene
- A  Pogues Thousands are sailing (Ezrek hajóznak) című dalában egy ír kivándorló síránkozik: ...on a coffin ship I came / And I never even got so far that they could change my name. (kb. Egy koporsóhajón jöttem / És még soha nem kerültem olyan messzire, hogy meg tudták volna változtatni a nevem)
- A Cruachan és a Primordial nevű ír metálzenekarnak is van The Coffin Ships (A koporsóhajók) című dala. Az előbbié a 2007-es The Morrigan's Call, az utóbbié a The Gathering Wilderness albumon jelent meg.
- Flogging Molly, a punk stílusjegyeket hordozó népszerű ír zenekar a koporsóhajó kifejezést használja You Won't Make a Fool Out of Me (Te nem csinálsz bolondot belőlem) című dalában a  Float (Úszó) albumról: But green is the heart of your greed / That much I can tell / you may think you're the captain of me / But I'm your coffin ship from hell.

## Külső hivatkozások
- Robert Whyte,  The Journey of an Irish Coffin Ship, 1847 (e-text)
- The National Famine Monument Archiválva 2010. július 26-i dátummal a Wayback Machine-ben
- Review of "The Plimsoll Sensation" in Bookworm on the Net, July 2, 2006